# Lama Su
Lama Su is een personage uit de Star Wars-saga. Lama Su is de president van de planeet Kamino en de opzichter van het klonen wat op zijn planeet gebeurt. Lama Su is een Kaminoaan en is gemaakt met behulp van CGI-technieken op de computer voor Star Wars: Episode II: Attack of the Clones (2002).

## Episode II: Attack of the Clones
President Lama Su ontvangt de Jedi-Ridder Obi-Wan Kenobi op de oceaanwereld Kamino. Su vertelt Kenobi dat er tien jaar geleden een bestelling is gedaan door een Jedi met de naam Syfo Dyas. Dyas heeft bij Lama Su aangegeven een leger Clone Troopers te willen hebben. Kenobi wist hier niets van af, maar verborg dit voor de Kaminoaanse president. Ook was het leger bedoeld voor de Galactische Republiek. Lama Su leidde Obi-Wan samen met zijn vrouwelijke assistente Taun We door de kloningsfaciliteiten. Kenobi was onder de indruk van wat Lama Su hem liet zien. Het leger dat onder de verantwoording lag van Lama Su zou al snel worden ingezet door de Republiek tijdens de turbulente tijden die de Kloonoorlogen heten. De donor voor de Clone Troopers wilde een kloon met een normale groei, zo vertelde Su tijdens de inspectie van de klonen. Het was de premiejager Jango Fett die model stond voor het leger van Kamino en gek genoeg niets wist van Syfo Dyas. Zijn opdrachtgever was Darth Tyranus. Lama Su was zichtbaar trots op het Kloonleger dat hij had geproduceerd en gaf zijn rondleiding door het immense complex met veel plezier.

## Star Wars: The Clone Wars
In de animatieserie Star Wars: The Clone Wars wordt Kamino aangevallen door de droids van de separatisten onder leiding van Generaal Grievous en de moordenaar Asajj Ventress. Lama Su en de Jedi Obi-Wan Kenobi, Anakin Skywalker en Shaak Ti verdedigen de kloningsfaciliteiten met het leger Clone Troopers. Gelukkig voor Lama Su en de Jedi wordt Kamino gered door het Republikeinse leger.